# Olivia Bergler
Olivia Bergler (* 10. Dezember 2005) ist eine  polnische Tennisspielerin.

## Karriere
Bergler begann mit fünf Jahren mit dem Tennisspielen und bevorzugt Sandplätze. Sie spielte bislang vor allem Turniere der ITF Juniors World Tennis Tour und der ITF Women’s World Tennis Tour, wo sie bisher aber noch keinen Titel gewinnen konnte.
Als Jugendliche gewann sie das J3 in The Hague, J4 in Szczecin und J4 in Domzale im Doppel.
2023 erreichte sie als Qualifikantin das Hauptfeld im Dameneinzel der mit 25.000 US-Dollar dotierten Carinthian Ladies Lake’s Trophy IV, wo sie in der ersten Runde gegen die topgesetzte Dalila Jakupović mit 2:6 und 2:6 verlor. Im Doppel erhielt sie mit ihrer Partnerin Olivia Cela eine Wildcard, die sie aber nicht nutzen konnten und Amarissa Tóth und Anna Syrjanowa mit 6:2, 0:6 und [3:10] unterlegen waren. Anfang August erreichte sie in Savitaipale ihr erstes Halbfinale bei einem ITF-Turnier. Ende August rutschte sie als Lucky Loser ins Hauptfeld des Juniorinneneinzels der US Open, wo sie in der ersten Runde gegen Akasha Urhobo mit 4:6 und 6:74 verlor. Im Juniorinnendoppel trat sie mit Roisin Gilheany an, die beiden verloren aber gegen Iwa Iwanowa und Sonja Zhiyenbayeva mit 6:2, 3:6 und [10:12]. Außerdem gewann sie 2023 die nationalen Meisterschaften im Einzel, Doppel und Mixed in Polen.
2024 erreichte sie Anfang Juli in Galați gemeinsam mit Marija Podurajewa ihr erstes ITF-Finale im Doppel.

### College Tennis
Bergler spielt ab 2024 für das Damentennisteam der Knights der University of Central Florida.